# Лісбет Ларссон
Лісбет Гелена Ларссон (11 травня 1949 , Вара (місто), Скараборг (лен)  — 16 жовтня 2021 , Skillinged, лен Сконе ) — шведський історик літератури та дослідниця, яка з 2000 року була професором літературознавства в Гетеборзькому університеті, де зосередилася на гендерних дослідженнях. Авторка книги про жінок з Гетеборга, Hundrade och en Göteborgskvinnor (101 жінка в Гетеборзі) та біографічного словника шведських жінок, театральний та літературний критик газети Expressen.

## Раннє життя, сім'я та освіта
Лісбет Гелена Ларссон народилася у Варі 11 травня 1949 року і була дочкою власника велосипедного магазину Кнута Вільгельма Ларссона та його дружини Карен Ліннеа. У неї була старша сестра Карина Марія. На початку 1980-х років вона вийшла заміж за Берге Перссона, від якого у неї народився син Карл Мартін Віктор Персон. Незабаром вона розлучилася з ним і вийшла заміж за Яна Хенінга Петтерссона, з яким провела решту життя.
У 1968 році Ларссон вступила до Скара. Після закінчення Гетеборзького університету викладала релігію та шведську мову в середніх школах. Пізніше продовжила навчання в Лундському університеті, де вивчала літературу. У 1989 році вона здобула ступінь доктора філософії з дисертацією під назвою En annan historia: om kvinnors läsning och svensk veckopress (Інша історія: про жіноче читання та шведську тижневу пресу), звертаючись до презирства вчених до щотижневих жіночих журналів та їх читачок.

## Кар'єра
Під час навчання в Лунді вона пропагувала свої феміністичні погляди серед колег і друзів. Її дослідження невдовзі виявило, що на відміну від їхніх чоловічих еквівалентів, жіночі щоденники та автобіографічні статті зазвичай не зберігалися та не каталогізувалися. Співпрацюючи з Євою Хеттнер Авреліус і Крістіною Сьоблад, у 1991 році вона опублікувала Kvinnors självbiografier och dagböcker i Sverige: Bibliografisk förteckning 1650—1989 (Жіночі автобіографії та щоденники в Швеції: Bibliographic1959). Потім вона присвятила свою увагу книгам, ставши рушійною силою Nordisk kvinnolitteraturhistoria, опублікованої англійською під назвою «Історія нордичної жіночої літератури» .
Спираючись на архів історії жінок у бібліотеці факультету мистецтв, який розроблявся з 1950 року, вона опублікувала книгу про жінок з Гетеборга під назвою Hundrade och en Göteborgskvinnor (101 жінка в Гетеборзі). Її зусилля розширити архів і перетворити його на цифрову базу даних з можливістю пошуку нарешті завершилися отриманням гранту від Фонду 30-річчя Банку Швеції. Таким чином, у березні 2018 року вдалося створити Svenskt kvinnobiografiskt lexikon, біографічний словник шведських жінок з можливістю пошуку як шведською, так і англійською мовами. Паралельно зі своїми академічними інтересами, з 1980 року Ларссон стала театральним і літературним критиком в газеті Göteborgs-Tidningen і продовжила свій внесок у Expressen . З 2003 року протягом кількох років вона часто публікувала статті про літературу в Dagens Nyheter та Götebprgs-Posten . Її роман Promenader i Virginia Woolf's London (2014), опублікований англійською мовою під назвою Walking Virginia Woolf's London (2017), розглядає романи Вірджинії Вульф у світлі літературної географії її героїв, приділяючи особливу увагу гендеру.
Лісбет Ларссон померла в Скілінге 16 жовтня 2021 року і похована в Лунді.

## Нагороди
У 2012 році за внесок у дослідження скандинавської літератури Ларссон була удостоєна звання почесного доктора гуманітарного факультету Університету Південної Данії .